# Кирил Андонов
Кирил Андонов е бивш български футболист, централен защитник.

## Биография
Кирил Андонов е роден на 1 ноември 1967 г. в град Пловдив, футболната му кариера започва в тима на Марица (Пловдив), след това играе още за Локомотив (Пловдив), Берое, Спартак (Пловдив), Ботев (Пловдив) и за турския Ванспор. На 1 юли 2002 г. приключва активната си футболна кариера.
Кирил Андонов има син – Васил Андонов, който е влогър и попфолк певец.